# Ванцагело
Ванцагѐло (на италиански: Vanzaghello, на западноломбардски: Vanzaghèll, Ванцагел) е градче и община в Северна Италия, провинция Милано, регион Ломбардия. Разположено е на 194 m надморска височина. Населението на общината е 5363 души (към 2011 г.).